# Championnats du monde de judo 1961
Les Championnats du monde masculins de judo 1961 se sont déroulés à Paris en France, le 2 décembre 1961. Pour la première fois, un non-Japonais remporta le titre mondial : le Néerlandais Anton Geesink.

## Résultats

### Hommes
| Catégories        | Or            | Argent    | Bronze                   |
| ----------------- | ------------- | --------- | ------------------------ |
| Toutes catégories | Anton Geesink | Koji Sone | Kim Eui-Tae Takeshi Koga |

## Tableau des médailles
| Rang | Nation       | Or | Argent | Bronze | Total |
| ---- | ------------ | -- | ------ | ------ | ----- |
| 1    | Pays-Bas     | 1  | 0      | 0      | 1     |
| 2    | Japon        | 0  | 1      | 1      | 2     |
| 3    | Corée du Sud | 0  | 0      | 1      | 1     |

## Source
- (en) Judoinside.com Comme en 1956 et 1958, la troisième place a été disputée et est revenue à Takeshi Koga (Japon) devant Kim Eui-Tae (Corée du sud).